# Européanisation
L'européanisation a divers sens selon le contexte: en sociologie, il a pu être employé comme synonyme de l' « occidentalisation » pour désigner un processus d'acculturation lié à la colonisation. Le terme est aussi utilisé en théorie des relations internationales pour problématiser les questions relatives à l'intégration européenne.

## Européanisation et colonialisme
Elle influença également les mœurs des populations indigènes concernées.
- L'européanisation des sociétés indigènes d'Amérique du Sud marqua le continent à jamais (voir métissage et intégration des Amérindiens).
- Après la décolonisation, les sociétés postcoloniales se prolongèrent par une influence du même ordre ; par une évolution de la suprématie, le rayonnement culturel porta certaines d'entre elles à l'américanisation (voir V. S. Naipaul).

## L'européanisation dans le cadre de l'intégration européenne
En théorie des relations internationales, le terme revêt plusieurs acceptions, liées à l'intégration européenne (ou construction de l'Union européenne, phénomène parallèle mais distinct de celui lié à la communautarisation du droit sous l'égide de la Cour européenne des droits de l'homme qui regroupe un bien plus grand nombre d'États que les seuls États membres de l'UE).
Plusieurs définitions du terme ont été proposées par les politistes, chacune étant sous-tendue par des conceptions différentes de l'intégration européenne. Robert Ladrech insiste par exemple, par ce terme, sur l'influence que peut avoir l'intégration européenne sur les politiques nationales des États membres. Klaus Goetz et Simon Hix partagent des approches similaires. D'autres auteurs, tels que Thomas Risse (en), Maria Green Cowles et James Caporaso, entendent par « européanisation » davantage l'émergence de structures de gouvernance proprement européennes, le terme devenant alors synonyme d'intégration européenne ; d'autres, enfin, tels Claudio Radaelli, jouent sur ces deux sens, et utilisent le concept d'européanisation pour évoquer le jeu entre ces deux échelles, nationale et européenne.